# اولوه ایکمو
اولوه ایکمو (انگلیسی: Olve Eikemo؛ زاده ۲۷ ژوئن ۱۹۷۳) یک موسیقی‌دان اهل نروژ است. وی از سال ۱۹۸۸ میلادی تاکنون مشغول فعالیت بوده‌است.